# 884
884 (DCCCLXXXIV) var ett skottår som började en onsdag i den julianska kalendern.

## Händelser

### Maj
- 17 maj – Sedan Marinus I har avlidit två dagar tidigare väljs Hadrianus III till påve.

## Födda
- Herbert II, greve av Vermandois.

## Avlidna
- 15 maj – Marinus I, påve sedan 882[1]
- 6 eller 12 december – Karloman II, kung av Västfrankiska riket sedan 879